# Shamar Stephen
Shamar Irvin Stephen (Westbury, 25 febbraio 1991) è un giocatore di football americano statunitense che gioca nel ruolo di defensive tackle per i Denver Broncos della National Football League (NFL). Al college ha giocato a football presso l'Università del Connecticut.

## Carriera professionistica

### Minnesota Vikings
Stephen fu scelto nel corso del settimo giro (220º assoluto) del Draft NFL 2014 dai Minnesota Vikings. Il 20 maggio firmò il suo primo contratto da professionista, un quadriennale da 2,28 milioni di dollari di cui 65 148 garantiti alla firma. Dopo una pre-stagione positiva, Stephen venne preferito al veterano Fred Evans per un posto nei 53 uomini del roster effettivo per la stagione regolare. Il 7 settembre debuttò quindi tra i professionisti nella gara del primo turno, vinta dai Vikings 34-6 in casa dei St. Louis Rams, subentrando in un numero ridotto di snap, mettendo a segno un tackle.

### Seattle Seahawks
Il 24 marzo 2018, Stephen firmò con i Seattle Seahawks.

### Ritorno ai Vikings
Il 13 marzo 2019 Stephen firmò un contratto triennale per fare ritorno ai Vikings.

### Denver Broncos
Il 6 aprile 2021 firmò con i Denver Broncos.

## Statistiche
| Partite totali | 99  |
| Tackle totali  | 167 |
| Sack           | 4,5 |
| Intercetti     | 0   |
| Fumble forzati | 1   |